# Сумань
Сума́нь (фр. Soumagne, валлон. Soûmagne) — коммуна в Валлонии, расположенная в провинции Льеж, округ Льеж. Принадлежит Французскому языковому сообществу Бельгии. На площади 27,14 км² проживают 15 441 человек (плотность населения — 569 чел./км²), из которых 49,25 % — мужчины и 50,75 % — женщины. Средний годовой доход на душу населения в 2003 году составлял 12 027 евро.
Почтовые коды: 4630—4633. Телефонный код: 04.